# Жеран, Даниэль
Даниэль Жеран (фр. Daniel Jerent; род. 4 июня 1991) — французский фехтовальщик-шпажист, олимпийский чемпион 2016 года в командной шпаге, трёхкратный чемпион мира, чемпион Европы и Европейских игр, призёр чемпионатов мира и Европы.

## Биография
Родился в 1991 году на Гваделупе. В 2013 году стал серебряным призёром чемпионата Европы и бронзовым призёром чемпионата мира. В 2014 году завоевал золотую медаль чемпионата мира. В 2015 году завоевал золотую и бронзовую медали Европейских игр. В 2016 году стал чемпионом Европы в командных соревнованиях. В 2017 году Даниэль стал двукратным чемпионом мира, победив в командном первенстве.

## Награды и звания
30 ноября 2016 года было присвоено звание кавалера ордена Почётного легиона.

## Скандалы
В ноябре 2020 года взятая у Жерана допинг-проба оказалась положительной, в связи с чем он не был включен в состав французской сборной на Олимпиаде в Токио.